# 쥬만지: 넥스트 레벨
《쥬만지: 넥스트 레벨》(영어: Jumanji: The Next Level)은 2019년 개봉한 미국의 판타지 모험 코미디 영화이다. 2017년 영화 《쥬만지: 새로운 세계》의 후속작이며, 전작에 이어 제이크 캐즈던이 감독을 맡았다. 전작의 출연진 드웨인 존슨, 잭 블랙, 케빈 하트, 캐런 길런, 닉 조너스, 앨릭스 울프, 모건 터너, 서데리어스 블레인, 매디슨 아이즈먼, 콜린 행크스에 더해 대니 드비토, 대니 글러버, 아콰피나가 새로 합류하였다.

## 줄거리
쥬만지 사건으로부터 2년이 흘러, 사인조는 대학과 진로를 위해 뿔뿔이 흩어졌지만, 크리스마스에는 모이기로 했다. 뉴욕 대학에 입학해 외로운 삶을 보내면서, 여자친구인 마사와도 한동안 사이가 나빠진 참이었던 스펜서도 귀향한다. 오랜만에 돌아온 집에는 늙고 치매기도 있는 할아버지 에디가 머물고 있었다. 모임 전날 밤 자신의 처지를 비관한 스펜서는 브레이브스톤을 떠올리고 충동적으로, 몰래 지하실에 보관해 두었던 쥬만지 게임을 고친다.
다음날 모임 장소에 스펜서가 나타나지 않자 마사, 프리지, 베서니는 스펜서네 집으로 찾아간다. 집에는 에디가 마일로를 만나고 있던 참이었다. 마일로는 에디의 옛 동업자였으나 사이가 서먹해져 한동안 만나지 않았는데, 갑작스레 나타난 것이었다. 한편, 일행은 지하에서 나는 북소리를 듣고 지하실로 내려가고, 쥬만지 게임을 발견한다. 스펜서가 게임 세계로 빨려 들었다고 생각한 일행은 그를 구하기 위해 쥬만지로 들어가는데 어째선지 베서니만이 남겨진다.
게임 세계에 들어가고 보니, 마사는 전처럼 루비 라운드하우스가 되었으나, 프리지는 무스가 아닌 셸리 오베론 교수가 되고, 에디가 브레이브스톤 박사로, 마일로가 무스가 되어 버린다. (무스의 죽음) 마사와 프리지가 게임 규칙을 간신히 설명하고, 일행은 NPC 나이절의 비행기를 타고 이동한다. 새로운 쥬만지 세계는 폭군 위르겐이 팔콘 보석을 훔쳐 가뭄을 앓고 있는 상태였으며 일행은 보석을 되찾아 쥬만지를 외쳐야 했다.
일행은 사막에서 타조떼에 쫓기고, 에디의 의외의 활약으로 빠져 나간다. 마을에 도착한 일행은 집시 여인의 인도로 위르겐 일당의 연회에 숨어들고, 위르겐의 열쇠를 훔치려던 스펜서와 재회한다. 스펜서는 새로운 캐릭터인 도둑 밍이 되어 있었다. 일행은 '쥬만지베리'를 얻는 새로운 임무를 수행하는데, 이 과정에서 마사와 프리지는 서로 캐릭터를 바꿀 수 있는 특수한 물을 발견한다. 일행은 낙타를 훔쳐 타고 마을을 빠져 나온다.
위르겐의 성으로 향하던 도중 에디와 마일로는 다투게 된다. 둘은 옛날 마일로가 가게를 멋대로 팔아버린 일로 앙금이 풀리지 않은 상태였다. 일행은 나무다리를 건너다가 맨드릴의 습격을 받는다. 위기에 처했을 때 베서니가 알렉스를 데리고 등장하여 그들을 구해준다. 알렉스는 전처럼 '시플레인'이었던 반면 베서니는 '사이클론'이라는 말이 되어 있었다. 에디는 마일로가 시한부 판정을 받았으며 죽기 전 자신을 만나려고 찾아온 것임을 알게 된다.
위르겐의 성이 있는 자트마이어산에서 일행은 일전의 특수한 물을 발견하고, 캐릭터를 전처럼 재설정한다. 에디는 밍이 되고, 마일로는 사이클론이 된다. 그런데 에디와 마일로가 위르겐 병사에게 잡혀가 버리고, 남은 일행은 두 사람을 구하기 위해 성으로 숨어들어간다. 베서니와 프리지가 위르겐을 속이며 시간을 끄는 한편, 알렉스는 사이클론을, 스펜서와 마사가 에디를 구하러 움직인다. 도중에 스펜서는 마사가 대학에 들어간 후 자신에게 소홀해지는 느낌을 받았다고 고백하고, 마사는 그럴 때일수록 친구가 필요하다고 충고한다. 둘은 화해하고, 에디를 구한다.
마침내 일행이 위르겐과 대면한다. 스펜서는 쥬만지베리가 위르겐의 약점임을 간파하고 비행선을 타고 도주하는 그를 뒤쫓는다. 사투 끝에 스펜서는 팔콘 보석을 빼앗고 위르겐을 추락시켰지만, 그 자신도 떨어지게 되는데, 마일로가 에디를 태우고 사이클론의 날개를 펼쳐 보석을 잡는다. 에디는 태양을 향해 쥬만지를 외치고 게임을 클리어한다.
나이절이 나타나고 일행은 현실로 돌아가려 하지만, 마일로는 쥬만지 세계를 지키고 싶다며 남기로 한다. 에디는 친구와 마지막 인사를 나눈다. 현실 세계로 돌아온 후, 스펜서는 할아버지 에디와 같이 게임을 하며 친해진다. 그리고 에디는 전에 마일로와 경영하던 식당을 찾아가 현 점장인 노라를 설득해 가게 일을 돕기로 한다.
그런데 스펜서의 어머니가 집 난방기를 고치려고 데려온 수리공이 호기심에 그만 지하실의 쥬만지 게임기에 손을 대어 버리고, 사인조는 곧 거리에 나타난 타조떼를 목격한다.

## 출연진
| - 드웨인 존슨 - 스몰더 브레이브스톤 박사 - 잭 블랙 - 셸리 오베론 교수 - 케빈 하트 - 프랭클린 "무스" 핀바 - 캐런 길런 - 루비 라운드하우스 - 닉 조너스 - 제퍼슨 "시플레인" 맥도너 - 아콰피나 - 밍 플리트풋 - 로리 매캔 - 폭군 위르겐 - 리스 다비 - 나이절 빌링즐리 - 다니아 라미레스 - 붉은 드레스 여자 - 마시 퍼랜 - 스위치블레이드 - 존 로스 보위 - 캐번디시 (위르겐의 수행원) - 데오비아 오파레이 - 그롬 (위르겐의 부하) - 루시 드비토 | - 알렉스 울프 - 스펜서 길핀 - 모건 터너 - 마사 캐플리 - 매디슨 아이즈먼 - 베서니 워커 - 서데리어스 블레인 - 앤서니 "프리지" 존슨 - 대니 글러버 - 마일로 워커 - 대니 드비토 - 에디 길핀 - 콜린 행크스 - 알렉스 브리키 - 러몬 모리스 - 히터 수리공 - 매린 힝클 - 재니스 길핀 - 비비 뉴워스 - 노라 셰퍼드 (특별출연) |